# Pies pasterski

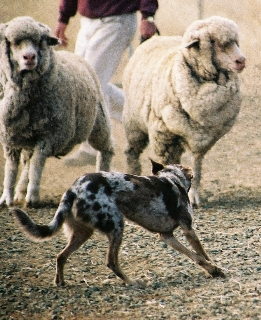
Koolie pracujący z owcami

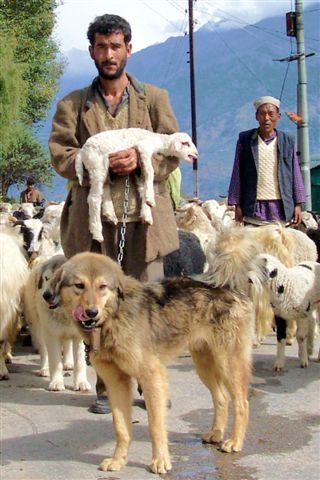
Pies pasterski wraz ze stadem i właścicielem, Indie.

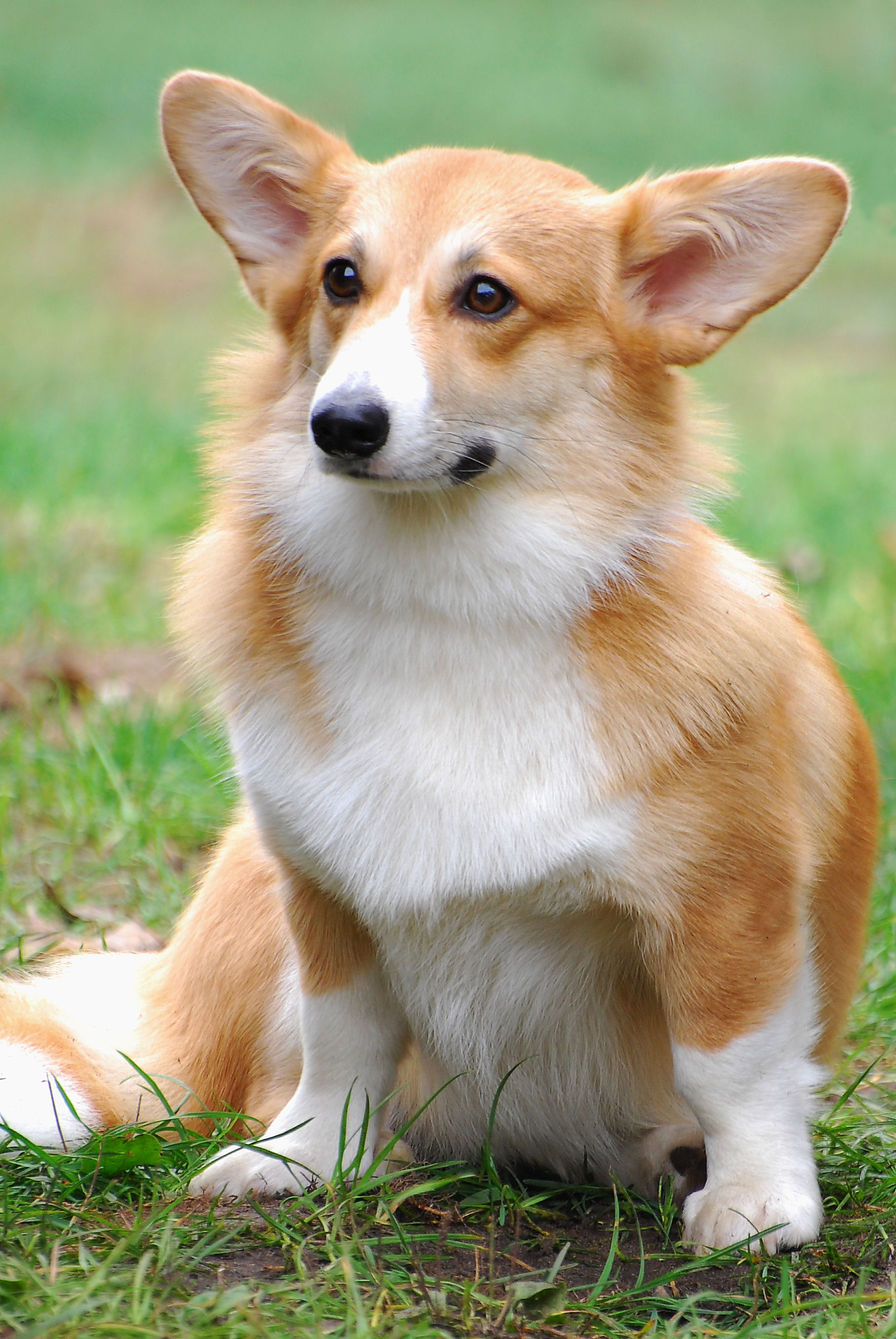
Welsh Corgi Pembroke należy do małych psów pasterskich

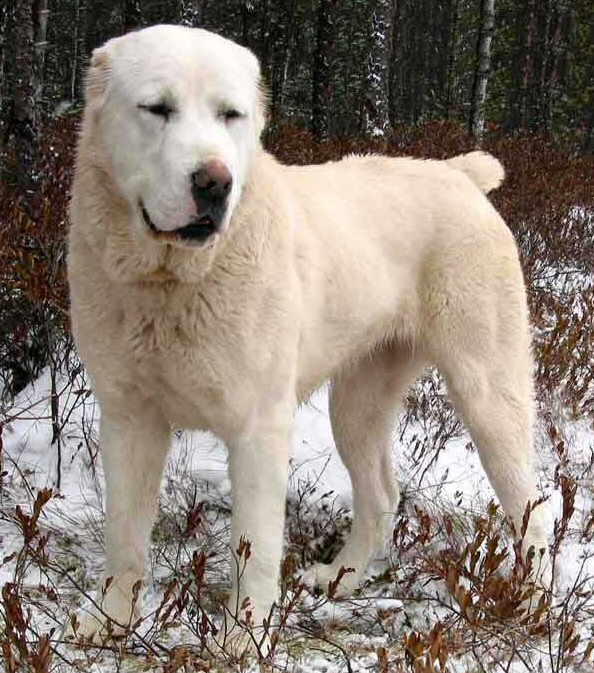
Owczarek środkowoazjatycki według FCI należy do molosów, jednak w rejonach Kirgistanu, Turkmenistanu, Uzbekistanu i Kazachstanu pełni funkcje typowo pasterskie

Pies pasterski – typ psa, który w drodze selekcji dokonywanej przez człowieka, nabrał cech obrońcy stad zwierząt hodowlanych przed drapieżnikami. Do cech tych należą: zaciętość w walce, odporność na trudne warunki pogodowe i terenowe, silne poczucie hierarchii w stadzie, stąd psy tego typu często mają problem z całkowitym podporządkowaniem się człowiekowi. Przyzwyczajone do samodzielnej pracy potrzebują stałego zajęcia. 
Początkowo typowe psy pasterskie musiały być silne i duże, aby móc podjąć konfrontację z takim zagrożeniem jak np. niedźwiedzie. Przykładem psa pasterskiego o takich pierwotnych cechach jest owczarek środkowoazjatycki, który w swoich ojczystych terenach dalej pełni funkcje użytkowe. 
Wraz z przetrzebieniem pogłowia wilków i niedźwiedzi nie było już konieczności posiadania tak ciężkich i "bojowych" psów. Już w roku 1570 Caius donosi, że na Wyspach Brytyjskich popularnością i uznaniem cieszył się owczarek angielski, który był w swej budowie lżejszy. Potrzeba posiadania psa pilnującego stad, aby te nie tratowały upraw, kładła nacisk na takie cechy osobnicze jak mniejsza niezależność, posłuszeństwo, umiejętność pilnowania oraz umiarkowana agresywność. Ta ostatnia cecha była związana z istotną kwestią współpracy ze stadem – pies musiał umieć kąsać owce, tak aby te czuły przed nim respekt, jednak nigdy nie mógł ich skaleczyć. Pożądane były także osobniki, które potrafiły pracować cicho, nie płosząc stada głośnym szczekaniem. 
Rozróżnienie psów pasterskich i psów owczarskich jest wręcz niemożliwe, ponieważ ich funkcje, cechy anatomiczne, a także charakterologiczne są bardzo zbliżone. 
Funkcje psów pasterskich pełnią także psy, które nie należą ściśle do tej grupy biorąc pod uwagę klasyfikację FCI. Przykładem takiego psa pasterskiego (oprócz owczarka środkowoazjatyckiego) jest mastif hiszpański.
Według FCI psy pasterskie stanowią sekcję pierwszą w grupie pierwszej (poświęconej psom pasterskim i zaganiającym). Należą do niej takie rasy jak:
- bearded collie
- Beauceron
- berneński pies pasterski
- border collie
- Briard
- Ca de bestiar
- collie długowłosy
- collie krótkowłosy
- duży szwajcarski pies pasterski
- Kelpie
- Komondor
- Kuvasz
- Mudi
- owczarek australijski
- owczarek belgijski
- owczarek chorwacki
- owczarek holenderski
- owczarek kataloński
- owczarek niemiecki
- owczarek pikardyjski
- owczarek pirenejski
- owczarek południoworosyjski Jużak
- owczarek portugalski
- owczarek podhalański
- owczarek staroangielski
- owczarek szetlandzki
- owczarek z Bergamo
- pies z Maremmy i Abruzzów
- polski owczarek nizinny
- puli
- pumi
- saarlooswolfhond
- schapendoes
- schipperke
- słowacki czuwacz
- Welsh Corgi Cardigan
- Welsh Corgi Pembroke
- wilczak czechosłowacki.